# Staroarmianski
Staroarmianski (del ruso: Староармянский) es un jútor del raión de Tbilískaya del krai de Krasnodar, en Rusia. Está situado en las tierras bajas de Kubán-Azov, en la orilla izquierda del río Zelenchuk Vtorói, afluente del Kubán, frente a Peschani, 16 km al sureste de Tbilískaya y 111 km al este de Krasnodar, la capital del krai.  Tenía 223 habitantes en 2010.
Pertenece al municipio rural Peschanoye.